# Muzeum Wschodnioczeskie w Pardubicach
Muzeum Wschodnioczeskie (cz. Východočeské muzeum) – placówka muzealna zlokalizowana w Pardubicach (Czechy). Zajmuje pomieszczenia pardubickiego zamku.
Muzeum założono w 1880. Po 1920 członkowie pardubickiego towarzystwa muzealnego przyczynili się walnie do ratowania popadającego w ruinę pardubickiego zamku. W 2010 zamek stał się Narodowym Zabytkiem Kultury. Obecnie muzeum, oprócz działalności wystawienniczej, prowadzi prace naukowo-badawcze, wydaje fachowe publikacje (głównie przyrodnicze i historyczne), czy też organizuje publiczne wykłady.
Ekspozycja stała obejmuje:
- zamkowe sale rycerskie,
- czeskie szkło i historia szklarstwa w Czechach,
- broń palną - wojskową i myśliwską,
- Orbis pictus - stare widokówki,
- numizmaty (Pieniądze w Czechach 1520-1620),
- przyrodę wschodniego Połabia,
- Bylo nebylo - zabawki dziecięce.

Oprócz tego organizowane są wystawy czasowe.